# Sydkorea i olympiska vinterspelen 2010

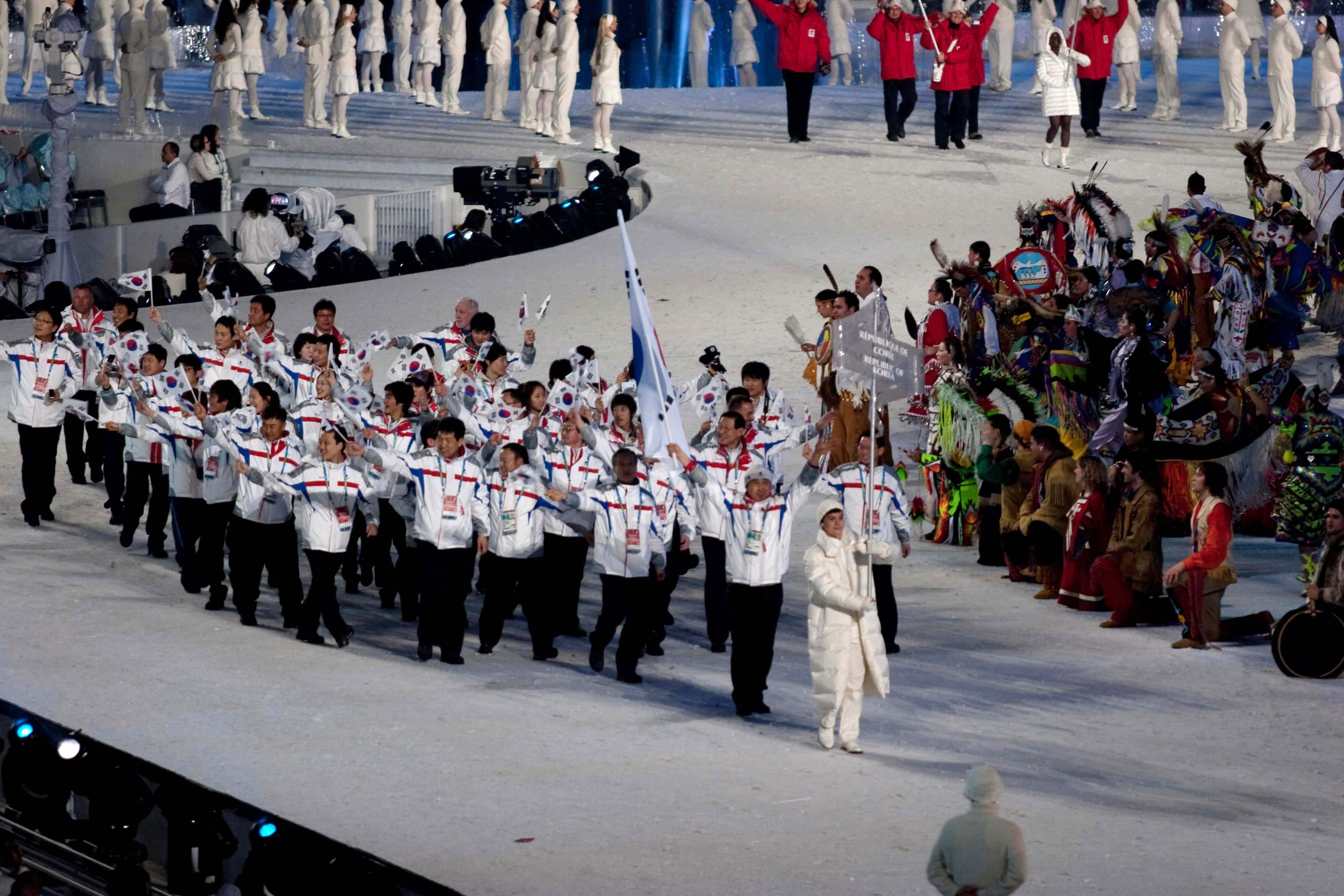
Sydkoreas delegation under öppningsceremonin.

Sydkorea deltog i olympiska vinterspelen 2010 med 46 idrottare i 12 sporter.

## Medaljer

### Guld
- Hastighetsåkning på skridskor
  - 500 m herrar: Mo Tae-bum
  - 500 m damer: Lee Sang-hwa
  - 10 000 m herrar: Lee Seung-hoon
- Short track
  - 1 000 meter herrar: Lee Jung-su
  - 1 500 meter herrar: Lee Jung-su
- Konståkning
  - Soloåkning damer: Kim Yuna

### Silver
- Hastighetsåkning på skridskor
  - 5 000 m herrar: Lee Seung-hoon
  - 1 000 m herrar: Mo Tae-bum
- Short track
  - 500 meter herrar: Sung Si-Bak
  - 1 000 meter herrar: Lee Ho-Suk
  - Stafett 5 000 meter herrar: Lee Ho-Suk, Lee Jung-su, Sung Si-Bak, Kim Seoung-Il
  - 1 500 meter damer: Lee Eun-Byul

### Brons
- Short track
  - 1 000 meter damer: Park seung-Hi
  - 1 500 meter damer: Park seung-Hi